# Tymbophora peltastis
Espèce
Tymbophora peltastis est une espèce de lépidoptères de la famille des Oecophoridae. C'est l'unique espèce du genre Tymbophora.
L'espèce est endémique d'Australie, où on la trouve au Queensland, en Nouvelle-Galles du Sud et dans l'État de Victoria.
Il a une envergure d'environ 2,5 cm.
Ses chenilles brunâtres se nourrissent de feuilles d'eucalyptus, à l'abri d'un réseau de feuilles et d'excréments liés par de la soie.

## Galerie

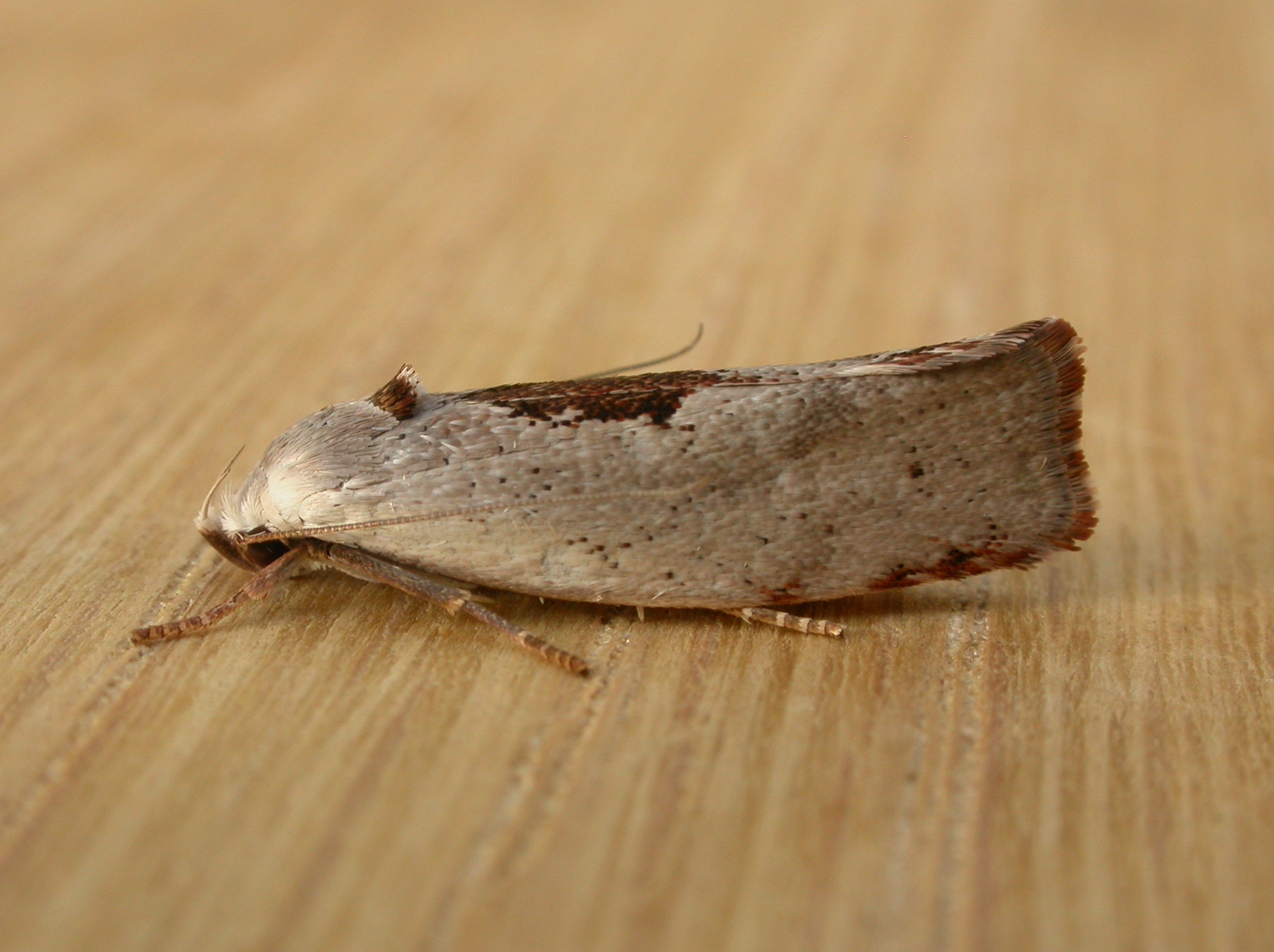
Vue de côté.
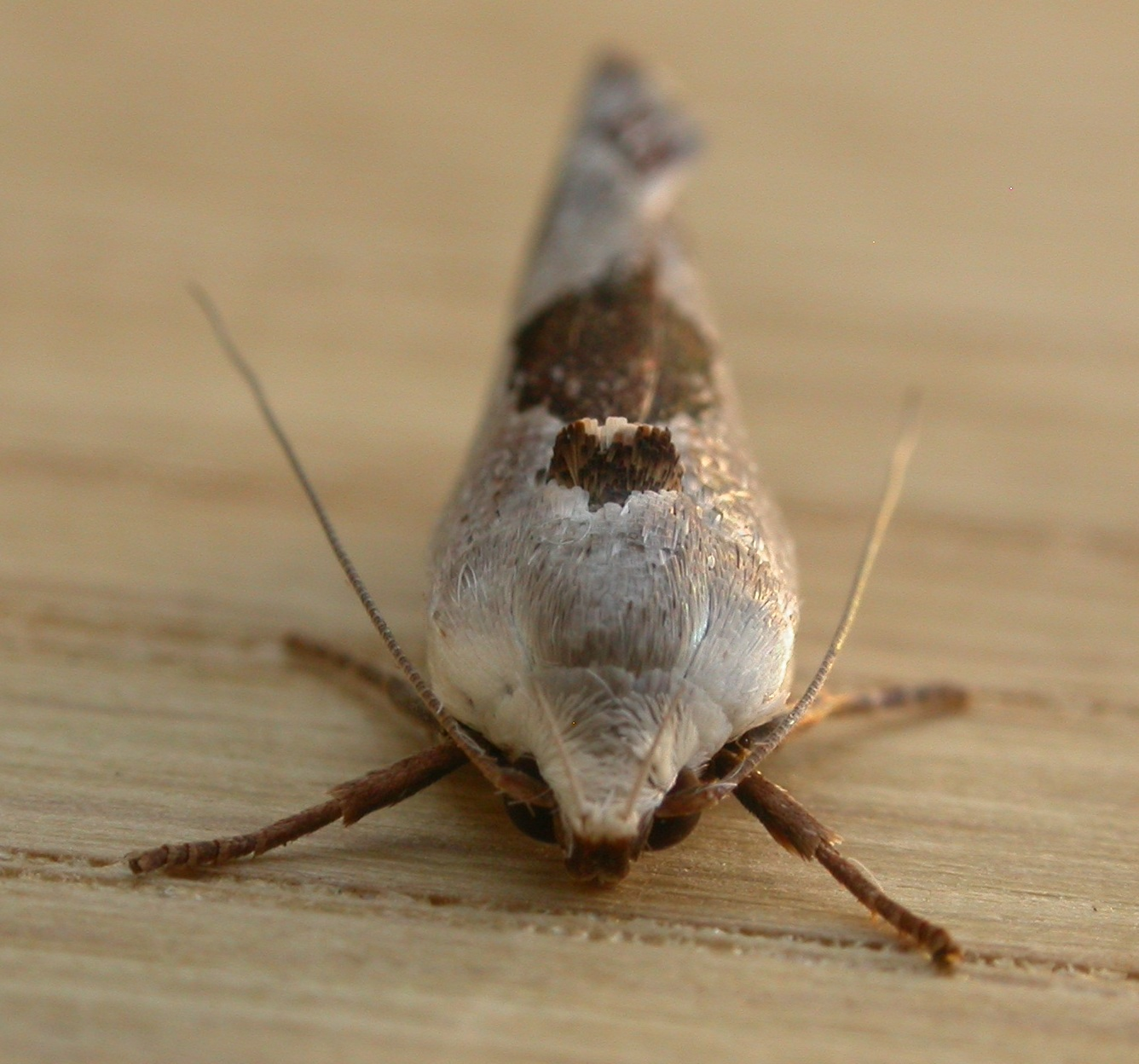
Vue de face.